# Hablando con franqueza
Hablando con franqueza (en hangul, 비밀은 없어; en hanja, 祕密은 없어; romanización revisada, Bimir-eun eops-eo; McCune-Reischauer, Pimirŭn ŏpsŏ; literalmente, «No hay secretos») es una serie de televisión surcoreana dirigida por Jang Ji-yeon y protagonizada por Go Kyung-pyo y Kang Han-na. Se emitirá en el canal JTBC desde el 1 de mayo hasta el 6 de junio de 2024, en horario de miércoles y jueves a las 20:50 (hora local coreana). También estará disponible en la plataforma Netflix para algunos países del mundo.

## Sinopsis
Song Ki-baek es un locutor de Ultra FM que se han dedicado decididamente a la creación de imágenes durante 33 años. Un día, Ki-baek sufre una enfermedad que hace que sus pensamientos salgan de su boca sin pasar por su cerebro. En el momento en que se enfrenta a la mayor crisis de su vida, conoce a On Woo-joo y entra en el segundo acto de aquella.

## Reparto

### Principal
- Ko Kyung-pyo como Song Ki-baek, locutor de Ultra FM de 33 años que ha vivido una vida solitaria de creación de imágenes. A punto de ser seleccionado como presentador principal de noticias, sufre un accidente de una descarga eléctrica que le vuelve incapaz de mentir.[1][6]
- Kang Han-na como On Woo-joo, una guionista de entretenimiento que piensa que los índices de audiencia lo son todo en la vida, y que lleva doce años trabajando duro en ese mundo.[6][7][8]
- Joo Jong-hyuk como Kim Jung-heon, un artista estrella, cantante de trot, exnovio de Woo-joo y compañero de secundaria de Ki-baek. Debutó como ídolo a los 20 años, pero, tras fracasar estrepitosamente, se movió por el mundo de la radiodifusión y quedó en segundo lugar en un programa de audiciones de trot, robando el corazón de las madres de todo el país. Su objetivo en la transmisión es trabajar con su exnovia.[1][9]

### Secundario

#### Entorno de Ki-baek
- Shin Jung-geun como Song Min-soo, padre de Ki-baek, un modelo de fracaso empresarial.[10][11]
- Kang Ae-shim como Na Yoo-jung, madre de Ki-baek, que se gana la vida como vendedora de cosméticos a domicilio.[10][11]
- Hwang Sung-bin como Song Woon-baek, segundo de los hermanos de la familia, dirige un gimnasio, aunque este está temporalmente cerrado por mala gestión.[10][11]
- Lee Jin-hyuk como Song Poong-baek, el menor de los hermanos, es un estudiante universitario que ha recibido ya dos advertencias académicas.[10][11]
- Ko Kyoo-pil como Yoon Ji-hoo, sénior de Ki-baek; era un locutor «guapo» cuando se unió a la compañía. Sin embargo, como ahora nadie lo llama, está usando la máscara de un muñeco y asistiendo al presentador principal en un programa para niños.[10][12][13]

#### Entorno de Woo-joo
- Baek Joo-hee como On Bok-ja, la madre de Woo-joo. Propietaria del salón de belleza Madame On.[14]
- Kim Sae-byuk como Chae Yeon, amiga, hermana mayor y compañera de trabajo de Woo-joo. Es productora del departamento de entretenimiento de JBC.[14]
- Lee Bomsori como Lee Ha-young, una escritora reconocida por su bonita apariencia y su inteligente trabajo. También es la segunda del equipo de escritores de All Universe.[10]
- Lee Min-goo como Lee Min-goo, guionista, que se autoproclamó mano derecha de Woo-joo.[10][13]
- Patricia como Sung Yi-na, júnior de Woo-joo, que nunca se desanima en su trabajo.[10][12][13]
- Park Jae-joon como Jung Goo-won, niño que fue abandonado en el salón de belleza Madame On.
- Lee Soo-mi como la directora de entretenimiento.[14]

#### Entorno de Jung-heon
- Kim Young-joo como Ma Mi-ra, la madre de Jung-heon. Director de Gerencia Sede Central en Forever C&C.[14]
- Hong Seo-jun como Kim Young-won, el padre de Jung-heon. Director ejecutivo de Forever C&C.

#### Otros
- Ahn So-yo como Jo Hee-seon, una abogada que aparece en un programa de entretenimiento de citas.[15][16]

## Producción
La producción de la serie se fijó por contrato firmado por KeyEast y SLL Joongang, según anunció la primera el 21 de agosto de 2023. El montante del mismo fue de 12 924 millones de wones, y preveía la realización de doce episodios de ochenta minutos.
El guion de la serie es obra de Choi Gyeong-seon, y la dirección corre a cargo de Jang Ji-yeon. El 14 de febrero de 2023 KeyEast anunció que los protagonistas de la producción serían Go Kyung-pyo y Kang Han-na.
El 2 de abril de 2024 JTBC publicó el cartel principal y anunció la fecha del estreno de la serie. Tres días después se publicaron imágenes de la lectura del guion por el reparto de actores. El 16 del mismo mes difundió sendos carteles de personajes de los tres protagonistas.

## Audiencia
| Temporada | Temporada | Episodio número | Episodio número | Episodio número | Episodio número | Episodio número | Episodio número | Episodio número | Episodio número | Episodio número | Episodio número | Episodio número | Episodio número | Promedio |
| Temporada | Temporada | 1               | 2               | 3               | 4               | 5               | 6               | 7               | 8               | 9               | 10              | 11              | 12              | Promedio |
| --------- | --------- | --------------- | --------------- | --------------- | --------------- | --------------- | --------------- | --------------- | --------------- | --------------- | --------------- | --------------- | --------------- | -------- |
|           | 1         | 431             | 442             | —               | 363             | —               | —               | —               | —               | —               | —               | —               | —               | N/A      |

| Episodio | Fecha de emisión   | Índices de audiencia (Nielsen Korea) | Índices de audiencia (Nielsen Korea) |
| Episodio | Fecha de emisión   | Nacional                             | Seúl                                 |
| --- | ------------------ | ------------------------------------ | ------------------------------------ |
| 1 | 1 de mayo de 2024  | 1,920 % (13.ª)                       | 1,892 % (8.ª)                        |
| 2 | 2 de mayo de 2024  | 2,022 % (10.ª)                       | 1,938 % (9.ª)                        |
| 3 | 8 de mayo de 2024  | 1,360 % (19.ª)                       | ND                                   |
| 4 | 9 de mayo de 2024  | 1,622 % (15.ª)                       | ND                                   |
| 5 | 15 de mayo de 2024 | 1,452 % (20.ª)                       | ND                                   |
| 6 | 16 de mayo de 2024 | 1,416 % (23.ª)                       | ND                                   |
| 7 | 22 de mayo de 2024 | 1,280% (22.ª)                        | ND                                   |
| 8 | 23 de mayo de 2024 | 1,422 % (22.ª)                       | ND                                   |
| 9 | 29 de mayo de 2024 | 1,260 % (20.ª)                       | ND                                   |
| 10 | 30 de mayo de 2024 | 1,204 % (24.ª)                       | ND                                   |
| 11 | 5 de junio de 2024 | 1,299 % (19.ª)                       | ND                                   |
| 12 | 6 de junio de 2024 | 1,075 % (25.ª)                       | ND                                   |
| Promedio | Promedio           | 1,444 %                              | —                                    |
| - En la tabla superior, los números azules representan las calificaciones más bajas y los números rojos representan las más altas. - ‘ND’ señala que no se publicaron los datos correspondientes al episodio. - Esta serie se transmite en un canal de cable/televisión de pago, que normalmente tiene una audiencia menor respecto a las emisoras de televisión públicas/gratuitas (KBS, SBS, MBC y EBS). |                    |                                      |                                      |